# Doubí (přírodní památka)
Přírodní památka Doubí se nachází severně od centra Plzně, na katastru Bolevec. Rozkládá se na pravém (východním) břehu bezejmenného přítoku Boleveckého potoka, ve svahu nad údolím Merán. Severní okraj chráněného území lemuje zeď továrny Škoda JS, bývalé "Střílny".

## Předmět ochrany
Přírodní památka byla vyhlášena k ochraně zbytku borové doubravy s typickou květenou a s až dvousetletými duby. Žijí zde vzácné druhy hmyzu, vázané na staré a přestárlé listnaté porosty, a to zejména na odumírající a mrtvé dubové dřevo. Jedná se o jeden z nejcennějších lesních celků v okolí Plzně a také z entomologického hlediska jde o jednu z nejkvalitnějších lokalit na území města.

## Geologická charakteristika
Přírodní památka leží na tektonickém zlomu v permokarbonských usazeninách (pískovce, slepence), pokryv tvoří oligotrofní hnědé lesní půdy. Ve svahu se nacházejí četné skalní výchozy, jež jsou také předmětem ochrany. Zvláště zajímavá je pískovcová konkrece s dutinou uprostřed, zvaná Pupek.

## Flóra
Stromový pokryv tvoří z větší části acidofilní borové doubravy, místy také kulturní smrčiny a smíšené porosty borovice lesní a dubu zimního - dub zimní (Quercus petraea), dub letní (Quercus robur), borovice lesní (Pinus sylvestris), jedle (Abies), lípa (Tilia), bříza (Betula), jalovec (Juniperus), jeřáb (Sorbus), líska (Corylus), krušina (Frangula alnus), hloh (Crataegus). Mezi nepůvodní druhy patří borovice vejmutovka (Pinus strobus), borovice černá (Pinus nigra), borovice limba (Pinus cembra), modřín (Larix), javor klen (Acer pseudoplatanus), dub červený (Quercus rubra), buk (Fagus sylvatica), habr (Carpinus), jasan (Fraxinus). V bylinném patře se objevují běžné lesní druhy, zvláště je třeba jmenovat konvalinku vonnou (Convallaria majalis), zeměžluč (Centaurium), kokořík mnohokvětý (Polygonatum multiflorum) či hruštičku zelenokvětou (Pyrola chlorantha).

## Fauna
Význam lokality tkví ve výskytu vzácného hmyzu, zejména se jedná o rody tesaříkovitých a střevlíkovitých brouků. Přírodní památka Doubí je jednou z mála lokalit v Čechách, kde žije tesařík Acimerus schaefferi z čeledi Cerambycidae. V současnosti však není jeho výskyt potvrzen, v rezervaci může přežívat jen slabá populace. Kromě tohoto druhu byl v chráněném území zjištěn tesařík Pedostrangalia revestita z téže čeledi či hnojník Aphodius zenkeri z čeledi Svarabaeidae. Z dalších obyvatel je třeba uvést čolka obecného (Lissotriton vulgaris), ještěrku obecnou (Lacerta agilis Linnaeus), slepýše křehkého (Anguis fragilis) či datla černého (Dryocopus martius).